# COSCO Shipping Universe
COSCO Shipping Universe é um navio porta-contêineres operado pela empresa de navegação chinesa China COSCO Shipping Corporation Limited (COSCO). A embarcação navega com a bandeira de Hong-Kong.
Quando de sua viagem inaugural em maio de 2020, passou a ser o maior navio navio porta-contêineres em operação.

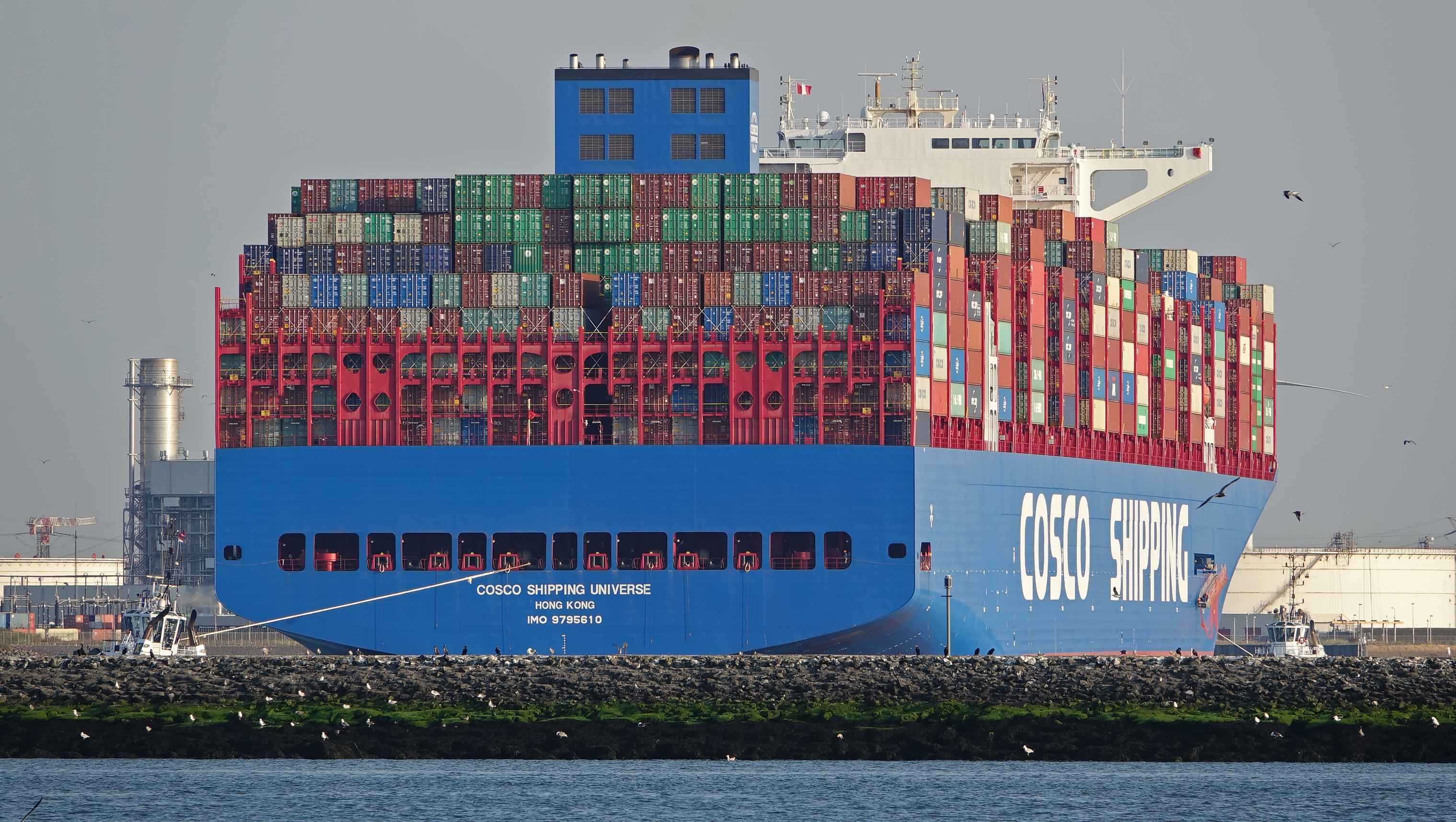
COSCO Shipping Universe em julho de 2018

## Origem do nome
O nome do navio faz referência ao Universo, que é tudo o que existe fisicamente, a soma do espaço e do tempo e as mais variadas formas de matéria, como planetas, estrelas, galáxias e os componentes do espaço intergaláctico.

## Construção
O navio foi construído pelo estaleiro Jiangnan Shipyard na cidade de Shanghai pertencente ao grupo de empresas estatais China State Shipbuilding Corporation (CSSC).
A embarcação está equipada com três turboalimentadores Asea Brown Boveri A180-L de dois tempos que trabalham em conjunto com o motor diesel principal, mqiw quatro turboalimentadores ABB TPL67-C33 de 4 tempos que trabalham em conjunto com os quatro motores auxiliares.

## ClasseUniverse
O COSCO Shipping Universe é o navio líder da classe Universeque é composta das seguintes embarcações:
- COSCO Shipping Universe [8]
- COSCO Shipping Nebula [9]
- COSCO Shipping Galaxy [10]
- COSCO Shipping Solar [11]
- COSCO Shipping Star [12]
- COSCO Shipping Planet [13]